# 拉尔夫·A·格里菲思
拉尔夫·A·格里菲思（英語：Ralph A. Griffiths，1937年11月4日—）是一位英国历史学家，威尔士格拉摩根人，斯旺西大学荣誉退休教授，主要作品有《日不落帝国兴衰史-中世纪英国》（Medieval Britain，与约翰·吉林厄姆合著，入选牛津通识读本）等。